# Cara de acelga
Cara de acelga es una película española dirigida por José Sacristán en 1986.

## Sinopsis
Un vagabundo con apenas equipaje y sin un rumbo fijo, espera, en una carretera, que alguien lo lleve a alguna parte. De esta manera termina en una pequeña ciudad de provincias, donde se verá involucrado en un plan para robar una valiosa pintura.

## Reparto
| Actor                     | Personaje       | Notas                                      |
| ------------------------- | --------------- | ------------------------------------------ |
| José Sacristán            | Antonio         | Acreditado como Jose Sacristan             |
| Fernando Fernán Gómez     | Madariaga       | Acreditado como Fernando Fernan Gómez      |
| Marisa Paredes            | Olga            |                                            |
| Amparo Soler Leal         | Acacia          |                                            |
| Raúl Sender               | Agustín         | Acreditado como Raul Sender                |
| Emilio Gutiérrez Caba     | Eusebio         | Acreditado como Emilio Gutierrez Caba      |
| Miguel Rellán             | Paquito         | Acreditado como Miguel Rellan              |
| Amparo Baró               | Loles           | Acreditada como Amparo Baro                |
| Francisco Algora          | Cocinero        |                                            |
| Luis Barbero              | Hombre Hospital |                                            |
| Rafaela Aparicio          | Mujer Hospital  |                                            |
| José Espinosa             | Miguel Ángel    | Acreditado como Jose Espinosa 'Don Pepito' |
| Alberto Bové              | Gregorio        | Acreditado como Alberto Bove               |
| María Isbert              | María           | Acreditada como Maria Isbert               |
| José Segura               | Camarero        | Acreditado como Jose Segura                |
| Mari Ángeles Acevedo      | Petra           | Acreditada como Mª Angeles Acevedo         |
| Roberta Kuhn              | Mecánica        |                                            |
| Ana Rivera                | Monja           |                                            |
| Mapi Galán                | Enfermera       | Acreditada como Mapi Galan                 |
| Carmen Liaño              | Solterona       |                                            |
| Cristina Llopis           | Novia           |                                            |
| Catalina Freire           | Madrina         | Acreditada como Cata Freyre                |
| Remedios Boza             | Solterona       |                                            |
| Esperanza Zabaleta        | Enfermera       |                                            |
| Paco Catalá               | Camionero       | Acreditado como Francisco Catala           |
| José Cela                 | Abelardo        | Acreditado como Jose Cela                  |
| José García de Castrillón | Padrino         | Acreditado como Jose Gª de Castrillon      |
| Alberto Querol            | Médico          |                                            |
| Francisco Torres          | Novio           |                                            |
| César Varona              | Camionero       | Acreditado como Cesar Varona               |
| Katia Ribalta             | Niña            |                                            |
| Isabel Prinz              | Camarera        | No acreditada                              |

## Palmarés cinematográfico
II edición de los Premios Goya
| Categoría                     | Persona           | Resultado |
| ----------------------------- | ----------------- | --------- |
| Mejor dirección de producción | Marisol Carnicero | Ganadora  |
| Mejor actriz de reparto       | Marisa Paredes    | Candidato |